# 赫梅利夫 (羅姆內區)
50°53′20″N 33°29′14″E / 50.88889°N 33.48722°E
赫梅利夫是位於烏克蘭東北部的村莊，由蘇梅州羅姆內區的赫梅利夫市鎮負責管轄，並為該市鎮的行政中心。該村處於赫梅利夫卡河畔，距離扎克利莫克1.5公里，海拔高度167米，2021年人口1,128。